# 梅崎司
梅崎司（1987年2月23日—），日本足球運動員，現效力日乙球隊大分三神，前日本國家足球隊成員。

## 俱樂部生涯
1987年2月23日出生于长崎，在2002年加入了大分三神青训，在2005年7月10日与广岛三箭的比赛中上演了日职联赛处子秀，在28场日职联赛中进了3球。
2007年1月转会法乙球队格鲁诺布尔，在法乙联赛出场5次。在2007年12月从大分三神加盟浦和红钻。当年效力浦和时期，梅崎司也曾因右膝半月板和左膝前十字韧带问题而长期休战。
2018年，梅崎司从浦和红钻转投湘南比马，累计代表球队联赛出战52场，攻入6粒进球。
日职联赛第25轮，湘南比马1-1浦和红钻，浦和旧将梅崎司连续两个主场对阵浦和进球，加盟湘南后，梅崎打进两球的比赛对手仅仅只有浦和。

## 國家隊生涯
由于日本国奥队已经提前打进了2008年奥运会亚洲区最终决赛圈，梅崎司将被召入日本国奥队，参加对香港的外围赛。

## 外部連結
- National Football Teams （页面存档备份，存于）
- Japan National Football Team Database
- 浦和レッドダイヤモンズによる公式プロフィール
- Template:Ameba ブログ - 2017年4月
- 梅崎司 オフィシャルブログ LINEブログ 2017年4月-
- 梅崎司的X（前Twitter）
- 梅崎司的Instagram帳戶
- URAWA RED DIAMONDS OFFICIAL WEBSITE （页面存档备份，存于）
- 梅崎司 – FIFA國際賽競賽紀錄 (存檔)（英文）
- 日本職業足球聯賽中的梅崎司 （日語）